# Laaggebergte
Een laaggebergte is volgens bepaalde opvattingen een gebergte met een gemiddelde topografische hoogte van tussen de 200 en 500 meter. In de plantengeografie wordt deze vegetatiezone de colliene zone genoemd. 
Het verschil tussen bergen en heuvels is er vaak niet goed te benoemen. Geologisch gezien zijn laaggebergten niet hoger, omdat zij of nooit hoger zijn geweest of na hun ontstaan zijn geërodeerd. Bekende laaggebergten zijn het Teutoburgerwoud en het Wezergebergte. 